# Merlino (Lombardei)
Merlino ist eine Gemeinde mit 1688 Einwohnern (Stand 31. Dezember 2023) in der Provinz Lodi in der italienischen Region Lombardei.

## Ortsteile
Im Gemeindegebiet liegen neben dem Hauptort die Fraktion Marzano, sowie der Wohnplatz Vaiano.